# سوفی یونگ پدرسن
سوفی یونگ پدرسن (انگلیسی: Sofie Junge Pedersen؛ زادهٔ ۲۴ آوریل ۱۹۹۲) بازیکن فوتبال اهل دانمارک است.
از باشگاه‌هایی که در آن بازی کرده‌است می‌توان به باشگاه فوتبال روزنگرد اشاره کرد.
وی همچنین در تیم‌های ملی فوتبال Denmark women's national under-16 football team, Denmark women's national under-17 football team, Denmark women's national under-19 football team, Denmark women's national under-23 football team، و زنان دانمارک بازی کرده‌است.